# 讲治镇
讲治镇，是中华人民共和国四川省达州市开江县下辖的一个乡镇级行政单位。2019年12月，撤销宝石镇，将其所属行政区域划归讲治镇管辖。

## 行政区划
讲治镇下辖以下地区：
讲治社区、石家坝村、九岭岗村、大雄村、光明寺村、双河村、花园坪村、灯塔村、慈竹庙村、高峰村、伍家寨村和镇龙寺村。